# Brooklyn Multimedia
Brooklyn Multimedia fue una empresa desarrolladora de videojuegos que lanzó una serie de juegos para PC de todos los juegos que fueron distribuidos por Byron Preiss Multimedia.

## Lista de juegos
- Forbes Corporate Warrior (agosto de 1997)
- Westworld 2000 (septiembre de 1996)
- Spider-Man: The Sinister Six (1996)
- Private Eye (1996)
- Robot City (1995)
- The Ultimate Haunted House (1994)

- Datos: Q4974880